# Shupe Peak
Shupe Peak är en bergstopp i Antarktis. Den ligger i Östantarktis. Nya Zeeland gör anspråk på området. Toppen på Shupe Peak är 2 910 meter över havet, eller 546 meter över den omgivande terrängen. Bredden vid basen är 8,0 km.
Terrängen runt Shupe Peak är huvudsakligen kuperad, men västerut är den bergig. Trakten är obefolkad. Det finns inga samhällen i närheten. 